# Martyna Łukasik
Martyna Łukasik (ur. 26 listopada 1999 w Gdańsku) – polska siatkarka, reprezentantka kraju, grająca na początku swojej kariery na pozycji atakującej, a od sezonu 2019/2020 na pozycji przyjmującej.

## Kariera sportowa
Zdobywczyni złotych medali na młodzieżowych mistrzostwach Polski w sezonach 2014/2015 i 2015/2016. W sezonie 2014/2015 i 2015/2016 zawodniczka PGE Atomu Trefla Sopot występująca w rozgrywkach Młodej Ligi Kobiet; w roku 2016 miała debiut na parkietach Orlen Ligi w zespole Atom Trefl Sopot. W sezonie 2017/2018 zawodniczka Trefla Proximy Kraków. Od sezonu 2018/2019 zawodniczka Chemika Police.
Jej starsza siostra Justyna również jest siatkarką i gra na pozycji środkowej.

## Sukcesy klubowe
Młoda Liga Kobiet:
- 2015[2], 2016[4]

Puchar Polski:
- 2019, 2020, 2021, 2023

Superpuchar Polski:
- 2019, 2023[9]

Mistrzostwo Polski:
- 2020, 2021, 2022[10], 2024[11]

Superpuchar Włoch:
- 2024[12]

Klubowe Mistrzostwa Świata:
- 2024[13]

Puchar Włoch:
- 2025[14]

Mistrzostwo Włoch:
- 2025[15]

Liga Mistrzyń:
- 2025[16]

## Sukcesy reprezentacyjne
Liga Narodów:
- 2023, 2024[17], 2025[18]

## Nagrody indywidualne
- 2019: MVP turnieju finałowego Pucharu Polski (2018/2019)
- 2023: Najlepsza przyjmująca turnieju finałowego Ligi Narodów 2023[19]
- 2023: MVP Superpucharu Polski